# 莉蒂亞·赫斯特-蕭
莉蒂亞·瑪麗·赫斯特（英語：Lydia Marie Hearst-Shaw，1984年9月19日—）是美國職業模特兒。

## 簡介
莉蒂亞·赫斯特的曾祖父威廉·赫斯特是傳媒大亨，曾經擔任過美國眾議院議員。顯赫的家世加上出眾的美貌，莉迪亞可堪稱風頭強勁的紐約上流社會名媛。但莉迪亞並沒有繼承家業，而是成為職業模特兒。
曾登上雜誌ELLE、Vogue、Jane、Vixen等的封面人物，為路易斯威登等國際品牌作廣告。
戲劇方面代表作有佛洛斯克、捷克父子、理髮師。2004年莉迪亞·赫斯特被美國人物雜誌評選為世界上最美麗的職業女性50位之一。
莉迪亞·赫斯特被認為是熱播美劇Gossip girl女主角之一Serena van der Woodsen的原形。與表姐阿曼達·赫斯特常被媒體與派瑞絲.希爾頓姐妹相比。
莉迪亞·赫斯特也致力於慈善活動，幫助非洲的一些貧困國家。
2014年與超模娜歐蜜·坎貝兒還有維多利亞秘密天使安妮·芙雅利茨娜共同主持The face第二季。